# Ferenc Török
Pour les articles homonymes, voir Ferenc Török et Török.
Dans le nom hongrois Török Ferenc, le nom de famille précède le prénom, mais cet article utilise l’ordre habituel en français Ferenc Török, où le prénom précède le nom.
Ferenc Török, né le 3 août 1935 à Csillaghegy, est un athlète hongrois, double champion olympique de pentathlon moderne en 1964 à Tokyo, en individuel, puis en 1968 à Mexico, en équipe.

## Palmarès
| Discipline/Année                         | 1961 | 1962 | 1963 | 1964 | 1965 | 1966 | 1967 | 1968 |
| ---------------------------------------- | ---- | ---- | ---- | ---- | ---- | ---- | ---- | ---- |
| Jeux olympiques                          |      |      |      |      |      |      |      |      |
| Individuel                               | -    | -    | -    | 1er  | -    | -    | -    | 12e  |
| Équipes                                  | -    | -    | -    | 3e   | -    | -    | -    | 1er  |
| Championnats du monde seniors Individuel | -    | 3e   | 2e   | -    | 3e   | 3e   | -    | -    |
| Championnats du monde seniors Équipe     | 2e   | 2e   | 1er  | -    | 1er  | 1er  | 1er  | -    |

## Honneurs et distinctions
- En 1964, il est élu sportif de l'année.